# Laila Stien

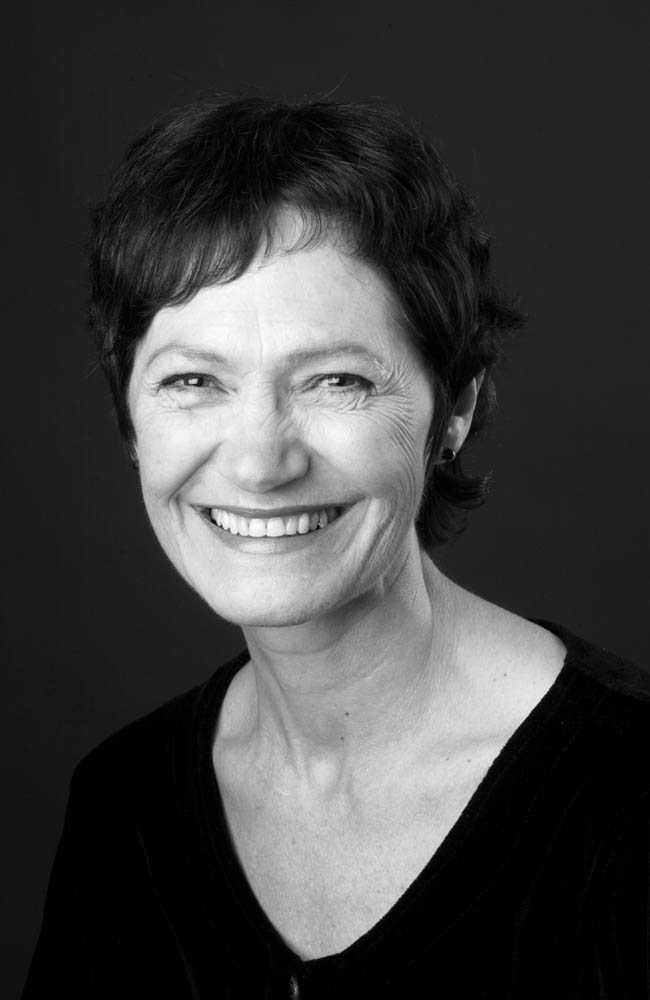
Laila Stien.

Laila Stien, född den 16 maj 1946, är en norsk författare och översättare. Hon har utmärkt sig som en kräsen och stilsäker novellist med samlingar som Nyveien (1979), Sånt som skjer (1987), I det fri (1994), Gjennom glass (1999), Svømmetak (2001), Veranda med sol (2003) och Hjem til jul (2010).
Vidare har hon gett ut diktsamlingar (Fabler, frost, 1981; Fuglan veit, 1984), romanen Vekselsang (1997) och barnböcker. Hon har tolkat verk från samiska, bland annat av Nils-Aslak Valkeapää.
Stien tilldelades Aschehougprisen 2000.